# Prestigi
Prestigi és una paraula emprada comunament per descriure la reputació, la fama o els èxits d'una persona, grup de persones, institució o aspecte cultural lligat a alguns dels anteriors. Existeixen diferents accepcions relacionades encara que el seu ús no està lliure d'inconsistències. Cada accepció s'aplica depenent del context històric i de la persona que utilitza la paraula.

## Introducció
Originalment, el prestigi va referir a la pompositat, que es va pendre com a mostra de mal gust (afectació, prosopopeia, superba). Referent a això, la paraula tenia connotacions absolutament negatives. De fet, l'arrel de la paraula "prestigi" ve del præstigum llatí, significant un engany, un truc o un ardit. En algunes llengües romàniques prestigi conserva aquest significat original.
Més endavant, el prestigi va desenvolupar un significat positiu: descriu alta estima i una reputació sòlida. Les institucions, les concessions, i els esdeveniments podrien ser descrits com a prestigiosos; en aquest cas, seria favorable ser associat amb aquests. Alguns exemples llegats del passat de personalitats prestigioses poden ser la classe sacerdotal, els xamans de l'Àfrica central, els astrònoms, els arquitectes de l'antic Egipte i ocupacions similars.
En la cultura europea continental s'ha donat una evolució del terme cap als poetes, pintors, escriptors, músics, actors i, en general, cap a qualsevol expressió de l'art. També és aplicable a les principals classes econòmiques procedents de les associacions gremials: periodistes, comerciants, metges, notaris, arquitectes, advocats, etc. Als països de cultura anglosaxona, sovint, el prestigi també està associat a les classes socials altes. Aquest és l'ús d'avui en dia més comú de la paraula que resulta familiar a totes les classes socials dins.
El prestigi o reputació s'aconsegueix quan es guanyen i combinen l'admiració el respecte i la confiança.

## Prestigi social
En sociologia el prestigi social es refereix al grau d'acceptació general que té una conducta, i actitud o situació social entre els membres d'una societat o família. S'accepta que com més gran el prestigi social de quelcom, és més probable que existeixin institucions encarregades de protegir, i major el nombre de persones disposades a trobar-se relacionades o involucrades amb això. Freqüentment el prestigi social d'una determinada situació s'associa a signes convencionals. El aparellament de cert signe o símbol amb situacions o persones de prestigi, comporta l'adopció d'aquest signe com a senyal de prestigi o com a imitació.